# Gevlekte luipaardhaai
De gevlekte luipaardhaai (Triakis megalopterus) is een haai uit de familie van de gladde haaien.

## Natuurlijke omgeving
De gevlekte luipaardhaai komt voor in het zuidoosten van de Atlantische Oceaan, voor de kusten van Namibië en Zuid-Afrika.

## Synoniemen
- Mustelus megalopterus
- Mustelus natalensis
- Mustelus nigropunctatus
- Triakis natalensis

Scherpvinluipaardhaai (Triakis acutipinna) · Gespikkelde luipaardhaai (Triakis maculata) · Gevlekte luipaardhaai (Triakis megalopterus) · Bandluipaardhaai (Triakis scyllium) · Luipaardhaai (Triakis semifasciata )